# اسکاتمن جان
جان پُل لارکین با نام هنری اسکاتمن جان (انگلیسی: Scatman John؛ ۱۳ مارس ۱۹۴۲ – ۳ دسامبر ۱۹۹۹) موسیقی‌دان اهل کشور ایالات متحده آمریکا بود. وی بین سال‌های ۱۹۷۶ تا ۱۹۹۹ میلادی فعالیت می‌کرد.